# Quem é Beta?
Quem é Beta? É um filme longa-metragem franco-brasileiro de ficção científica dirigido por Nelson Pereira dos Santos em 1972,  filmado em 35mm com duração de 92 minutos, classificação 12 anos.

## Sinopse
Em uma sociedade humana devastada por um desastre, um casal sobrevive eliminando a tiros os infectados, humanoides semelhantes aos zumbis, buscando razões para viver e assistindo a memórias do passado projetadas em 16 mm em um “mentalizador de memórias”. Nesse contexto da rotina, surge Beta, mulher de mistérios que sacode a dinâmica desse casal e contribui ainda mais para um embaralho da tênue linha narrativa deste filme distópico de ficção científica.[carece de fontes?]

## Produção
Após o recente lançamento de “Como Era Gostoso o Meu Francês" de 1971, filme de grande repercussão, dirige também o "Quem é Beta?” filme que a bem a verdade é pouco conhecido sendo inclusive reafirmado pelo seu criador em entrevistas. A filmagem posta para exibição com nomes relevantes no elenco diminuto teve pouca adesão, numa trama inusitada e vista como “sem pé nem cabeça” para alguns fez com que as bilheterias pouco dessem retorno e contribuíram para essa marginalização da obra.[carece de fontes?]
Fazendo parte de uma das fases do Cinema Novo, essas novas empreitadas dos anos 1970 são revistas como consequência da sociedade do pós-64 com a violência, repressão e censura, resultando em produções de estilos “peculiares”, expressões metafóricas com falas indiretas, linguagens alegóricas. Com inspirações em um conto, o último artilheiro, do livro de Levy Pereira de Menezes, O terceiro planeta, em Quem é beta? após esse cataclismo o que sobressai foram desorientações, a perplexidade e o desconforto com a realidade, mesmo que experimentada numa parábola filosófica com artificio do cinema em si próprio, e tempo (dentro e fora desse universo).

## Elenco
Frédéric de Pasquale (Maurício), Sylvie Fennec (Beta), Regina Rosemburgo (Regina), Isabel Ribeiro, Arduíno Colasanti, Domini Rhule, Luiz Carlos Lacerda, Ana Maria Magalhães.

## Indicações
- Quinzena dos Realizadores: Junto à Como Era Gostoso o Meu Francês e Memórias do Cárcere fazem o trio de longa-metragens indicados às mostras paralelas do Festival de Cannes.